# Directorio Europeo para la Calidad de los Medicamentos y de los Servicios Sanitarios
El Directorio Europeo para la Calidad de los Medicamentos y de los Servicios Sanitarios, más conocido por su nombre en inglés, European Directorate for the Quality of Medicines & Healthcare (EDQM) fue creado en 1996 por el Consejo de Europa con el objetivo de mejorar la salud pública de los Estados miembros del Consejo.

## Historia
Encuentra su origen en la Convención para la elaboración de una Farmacopea europea (Convention on the Elaboration of a European Pharmacopoeia), un tratado internacional ratificado por el Consejo de Europa en 1964. En octubre de 2016, el Directorio contaba con la adhesión de 37 estados y de la Unión Europea. Los signatarios aceptan el objetivo del EDQM de armonizar las normas y estándares de medicamentos seguros en el continente europeo y demás países. Además de los Estados miembros,  participan veintiocho observadores, además de la Organización Mundial de la Salud. Las normas publicadas en la Farmacopea europea son una referencia científica internacional y son una obligación legal en los Estados miembros del Consejo de Europa.
El EDQM que tiene la sede en Estrasburgo (Francia)  y colabora con la Agencia Europea de Medicamentos de la Unión Europea, todavía establecida en Londres, pero en vía de traslado a causa del Brexit.

## Misión
Dentro del Consejo de Europa, la misión del EDQM es contribuir a uno de los derechos básicos del ser humano, el fácil acceso a los medicamentos y a una atención médica de calidad, así como promover y proteger la salud humana y animal mediante:
- establecer y proporcionar normas oficiales para la fabricación y el control de calidad de los medicamentos en todos los estados signatarios del Convenio sobre la elaboración de una farmacopea europea, y más allá;
- otorgando Certificados de idoneidad a los fabricantes cuyas sustancias farmacéuticas cumplan con Ph. Eur. normas y realización de inspecciones de los lugares de fabricación en cuestión;
- coordinar una red de Laboratorios Oficiales de Control de Medicamentos (OMCL) para colaborar y compartir conocimientos especializados entre los Estados miembros y optimizar el uso de los recursos disponibles, con el objetivo de lograr un control de calidad independiente y eficaz de los medicamentos en Europa y más allá;[5]
- proponer normas éticas, de seguridad y de calidad para las transfusiones de sangre (recogida, preparación, almacenamiento, distribución y uso adecuado de los componentes sanguíneos) y el trasplante de órganos, tejidos y células;[6][7]
- trabajar con organizaciones nacionales, europeas e internacionales en la lucha contra la falsificación de productos médicos y delitos similares;
- proporcionar políticas y enfoques modelo para el uso seguro de medicamentos en Europa, incluidas directrices sobre atención farmacéutica; y
- establecer normas para cosméticos y materiales y artículos en contacto con alimentos, y coordinar el control independiente de los cosméticos.